# Ignacy Ślusarczyk
Ignacy Ślusarczyk (ur. ok. 1830, zm. ok. 1870) – poeta ludowy.
Był parobkiem - wolarzem na folwarku w Psarach koło Krzeszowic. Twórczość jego weszła do literatury dzięki artykułowi J. Starkela Ignacy Ślusarczyk, poeta ludowy ("Dziennik Literacki" 1861 s. 134), w którym przytoczone zostały fragmenty utworów tego poety.
Ślusarczyk żywo reagował na wydarzenia polityczne – pisał wiersze nawiązujące do manifestacji warszawskich z roku 1861.